# Eva Hemmungs Wirtén

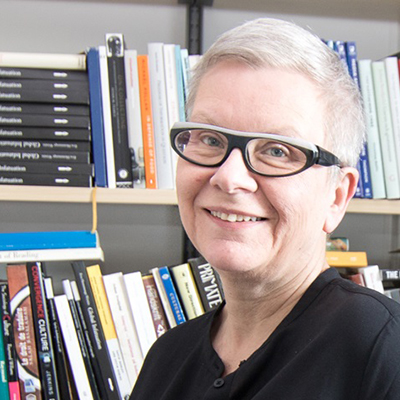
Eva Hemmungs Wirtén

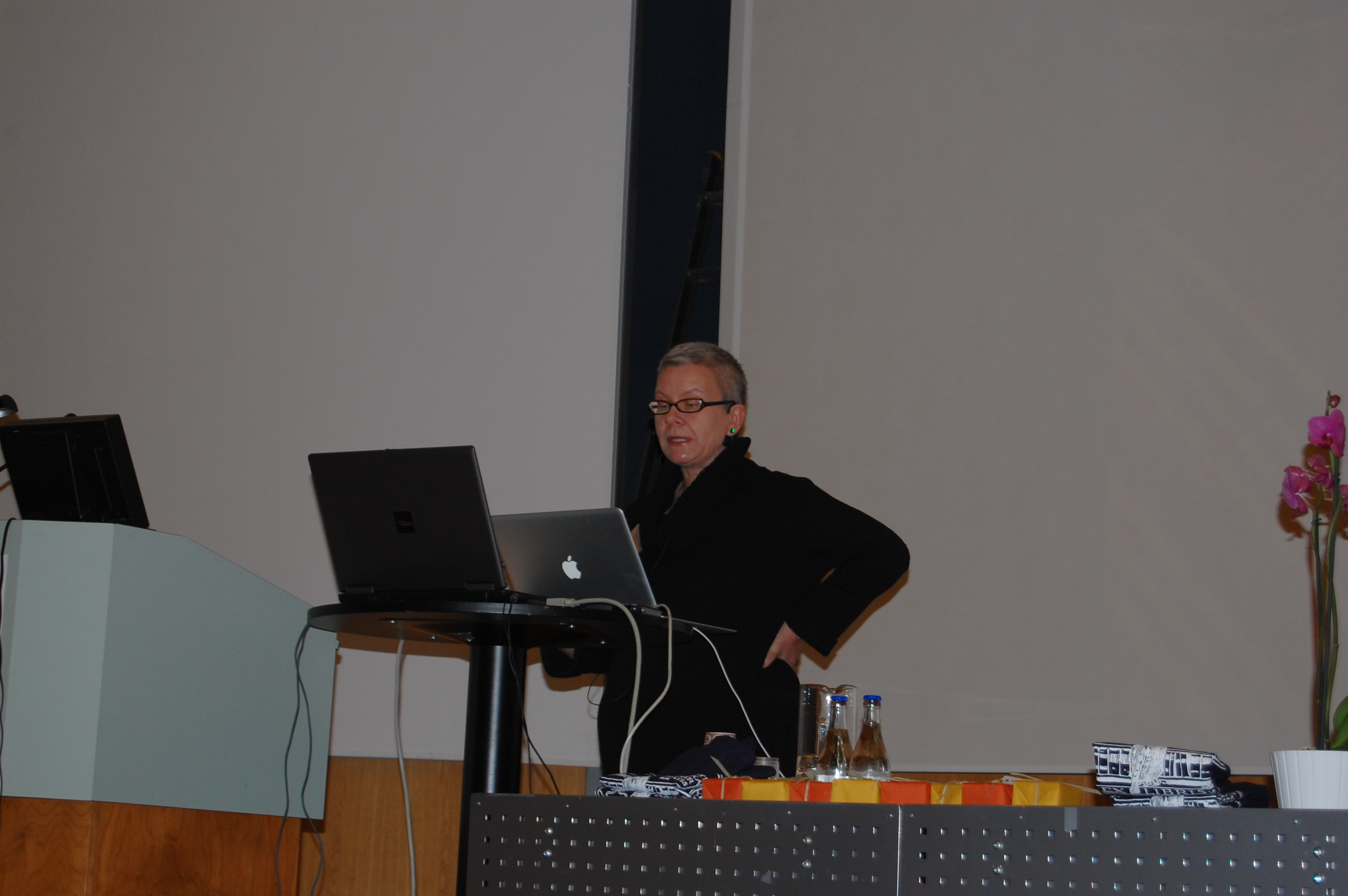
Eva Hemmungs Wirtén på Wikipedia Academy 2009.

Eva Hemmungs Wirtén, född 1960, är en svensk professor i medierad kultur vid Tema Q, Linköpings universitet. Hon var tidigare professor i biblioteks- och informationsvetenskap, vid Uppsala universitet.

## Biografi
Hemmungs Wirtén har forskat om intellektuella egendomar och den digitala allmänningen, samt informationsteori, litteraturhistoria och kulturpolitik. 2002 fick hon stöd av Sveriges Forskningsråd för att forska om den digitala allmänningen (public domain).. År 2017 tilldelades hon Europeiska forskningsrådets anslag ERC Advanced Grant och fick nära 22 miljoner kronor (2,3 miljoner euro) för fem års forskning om patent som en del av den vetenskapliga infrastrukturen i projektet Patents as Scientific Information 1895-2010 (PASSIM).